# 林容吉
林 容吉（はやし ようきち、1912年10月24日 - 1969年12月26日）は、日本の財政学者、翻訳家。
早稲田大学商学部教授を務めるかたわら、児童向けの英語文学を翻訳したが、57歳で死去した。

## 著書
- 財政学講義 文真堂 1942
- 財政学講義案 東京泰文社 1943

## 翻訳
- 風にのってきたメアリー・ポピンズ パメラ・L・トラヴァース 岩波少年文庫 1954
- 床下の小人たち メアリー・ノートン 岩波少年文庫 1956
- 床下の小人たち・野に出た小人たち ノートン 岩波書店 1961 のち少年文庫
- とびらをあけるメアリー・ポピンズ P.L.トラヴァース 岩波書店 1964 のち少年文庫
- 公園のメアリー・ポピンズ P.L.トラヴァース 岩波書店 1965 のち少年文庫
- 川をくだる小人たち メアリー・ノートン 岩波書店 1969 のち少年文庫
- 空をとぶ小人たち メアリー・ノートン 岩波書店 1969 のち少年文庫
- 帰ってきたメアリー・ポピンズ P.L.トラヴァース 1975 (岩波少年文庫)

| スタブアイコン | サブスタブ | この項目は、まだ閲覧者の調べものの参照としては役立たない、文人（小説家・詩人・歌人・俳人・作詞家・作家・放送作家・随筆家（コラムニスト）・文芸評論家）に関連した書きかけの項目です。この項目を加筆・訂正などしてくださる協力者を求めています（P:文学/PJ:作家）。 |